# Dia de Ben-Gurion
Dia de Ben-Gurion (em hebraico: יום בן-גוריון ) é um feriado nacional israelense celebrado anualmente no sexto dia do mês hebraico de Kislev, para comemorar a vida e a visão do líder sionista e primeiro a ocupar o cargo de primeiro-ministro de Israel, David Ben-Gurion. 

## História
O Dia de Ben Gurion foi criado pelo Knesset israelense como parte da Lei Ben-Gurion. De acordo com a lei, o Dia de Ben-Gurion será realizado uma vez por ano, em 6 de Kislev, data da morte de David Ben-Gurion. Neste dia, serviços memoriais de Estado serão realizados pelas instituições do Estado de Israel, nas bases das Forças de Defesa de Israel e nas escolas. Se o dia seis de Kislev cair na véspera do shabat, ou no próprio shabat, o dia memorial será realizado no domingo seguinte.